# 扶余北站
扶余北站位于中华人民共和国吉林省松原市扶余市三岔河镇，由沈阳局集团长春车务段管辖，经过铁路有京哈高速铁路。车站距市区中心约5.5公里。

## 车站结构
车站站房高15m，总建筑面积2886.9平方米，进出站通道建筑面积524.2平方米，旅客最高聚集人数为500人，年发送量为100万人次左右。2.8万平方米的站前广场于2012年末随京哈高速线沈哈段开通而投入使用，并于2018年进行改造。

### 站场布局
扶余北站站场规模为2台4线，侧式站台2座，正线和到发线各2条。
| 西↑ | 站房 |                                                               |  |
|     | 侧式 |                                                               |  |
| 3道 | 2    | 到发线                                                        |  |
| Ⅰ道 | 无   | （德惠西站） 京哈高速线 下行正线 往哈尔滨站方向（双城北站）   |  |
| Ⅱ道 | 无   | （德惠西站） 京哈高速线 上行正线 往北京朝阳站方向（双城北站） |  |
| 4道 | 1    | 到发线                                                        |  |
|     | 侧式 |                                                               |  |
| 东↓ |      |                                                               |  |